# Elecciones al Parlamento Europeo de 2004 (Portugal)
En las elecciones al Parlamento Europeo de 2004 en Portugal, celebradas en junio, se escogió a los representantes de dicho país para la sexta legislatura del Parlamento Europeo. El número de escaños asignado a Portugal pasó de 25 a 24.

## Resultados
| Datos de participación | Datos de participación | Datos de participación |
| ---------------------- | ---------------------- | ---------------------- |
| Censo electoral        | 8.821.456              | 100%                   |
| Votantes               | 3.404.782              | 38,6                   |
| Abstención             | 5.416.674              | 61,4                   |
| Válidos                | 3.270.116              |                        |
| A candidatura          | 3.259.819              | 99,7                   |
| Blancos                |                        | 0,3                    |

| ← Elecciones al Parlamento Europeo de 2004 →            |                       |           |       |         |
| Partido                                                 | Cabeza de lista       | Votos     | %     | Escaños |
| Partido Socialista (PS)                                 | António Costa         | 1.511.102 | 46,36 | 12      |
| Partido Social Demócrata / Partido Popular (PSD/CDS-PP) | João de Deus Pinheiro | 1.129.065 | 34,64 | 9       |
| Coalición Democrática Unitaria (CDU)                    | Ilda Figueiredo       | 308.858   | 9,47  | 2       |
| Bloque de Izquierda (BE)                                | Miguel Portas         | 167.032   | 5,12  | 1       |
| PCTP-MRPP                                               | Garcia Pereira        | 36.112    | 1,11  | 0       |
| Nueva Democracia (PND)                                  | Manuel Monteiro       | 33.968    | 1,04  | 0       |
| Partido Popular Monárquico (PPM)                        |                       | 15.466    | 0,47  | 0       |
| Movimento Pelo Doente (MD)                              |                       | 13.685    | 0,42  | 0       |
| Movimiento y Partido de la Tierra (MPT)                 |                       | 13.517    | 0,41  | 0       |
| Partido Humanista (PH)                                  |                       | 13.198    | 0,40  | 0       |
| Partido Nacional Renovador (PNR)                        |                       | 8.120     | 0,25  | 0       |
| Partido Democrático del Atlántico (PDA)                 |                       | 5.417     | 0,17  | 0       |
| Partido Obrero de la Unidad Socialista (POUS)           |                       | 4.279     | 0,13  | 0       |